# Winnertzia tumida
Winnertzia tumida är en tvåvingeart som beskrevs av Panelius 1965. Winnertzia tumida ingår i släktet Winnertzia och familjen gallmyggor. Inga underarter finns listade i Catalogue of Life.